# Natalin (powiat radomski)
Natalin – wieś w Polsce położona w województwie mazowieckim, w powiecie radomskim, w gminie Zakrzew.
W skład sołectwa wchodzą Natalin i Podlesie Mleczkowskie. W 2023 sołectwo liczyło 607 mieszkańców.
| SIMC    | Nazwa           | Rodzaj    |
| ------- | --------------- | --------- |
| 0642566 | Kresy           | część wsi |
| 0642589 | Natalin za Wodą | część wsi |

W latach 1975–1998 miejscowość należała administracyjnie do województwa radomskiego.
Przez miejscowość przebiega droga wojewódzka nr 740.
Wierni Kościoła rzymskokatolickiego należą do parafii św. Jana Chrzciciela w Zakrzewie.